# تينو ساباديني
تينو ساباديني (بالفرنسية: Tino Sabbadini)‏ ولد بتاريخ 21 أغسطس 1928 في فرنسا، وتوفي في 7 نوفمبر 2002 في فرنسا، كان دراج فرنسي في صنف سباق الدراجات على الطريق.

## سجل النتائج

### سباقات أو مراحل فاز بها
- طواف فرنسا

## وصلات خارجية
- الموقع الرسمي

## روابط خارجية
- تينو ساباديني على موقع أرشيف الدراجات (الإنجليزية)
- تينو ساباديني على موقع إحصائيات الدراجات الإحترافية (الإنجليزية)
- تينو ساباديني على موقع CycleBase (الإنجليزية)